# Wiskundige ingenieurstechniek
Wiskundige ingenieurstechnieken is een informaticadiscipline. De term, die met name in Vlaanderen wordt gebruikt, is een vertaling van het Engelse mathematical engineering. In Nederland is de term technische wiskunde couranter.
Het vakgebied van de wiskundige ingenieurstechnieken omvat het ontwerp, de analyse en de toepassing van wiskundige modellen en technieken, van statistische methodieken en van numerieke algoritmen voor de monitoring, sturing en optimalisatie van complexe industriële systemen en kennissystemen.

## Subdisciplines
Een wiskundig ingenieur krijgt een grondige opleiding in toepassingsdomeinen als:
- geavanceerd procesbeheer en regeltechniek
- datamining en bio-informatica
- cryptografie en computerbeveiliging
- beeld- en spraakverwerking
- numerieke simulatie van grootschalige systemen

Daarnaast moet hij of zij over kennis en vaardigheden beschikken op het vlak van de computerwetenschap en van technieken die in de andere ingenieursdisciplines bruikbaar zijn.

## Opleidingen Wiskundige Ingenieurstechnieken

### Nederland
- Master of Science in Industrial and Applied Mathematics, aan de TU Eindhoven, leidt op tot ir.
- Master of Science Applied Mathematics, aan TU Delft en de Universiteit Twente, leidt op tot ir.

### Vlaanderen
- Master of Science in de Ingenieurswetenschappen: Wiskundige Ingenieurstechnieken, aan de KU Leuven, leidt op tot ir. (burgerlijk ingenieur)